# Maissa Lihedheb
Maissa Lihedheb (* 16. November 1993) ist eine deutsche Filmregisseurin, Filmkuratorin, Produzentin und Drehbuchautorin.

## Leben und Leistungen
Lihedheb wurde in Deutschland geboren und ist das Kind tunesischer Einwanderer. Nach ihrer schulischen Ausbildung in Marl schloss sie 2018 einen Bachelor of Arts in Medien- und Entertainment Management an der NHL Stenden Hogeschool in Leeuwarden ab. Sie promovierte mit einer Dissertation unter dem Titel Symbolische Vernichtung in Massenmedien und ihre Auswirkungen auf die Identität von Einwanderern der ersten Generation. 2020 gründete sie das Filmkollektiv BIPoC Film Society, das aus zehn Kernmitgliedern besteht und seinen Sitz in Berlin hat. Ihr Film Hundefreund feierte im März 2022 seine Weltpremiere auf dem Filmfestival BFI Flare und war in der offiziellen Kurzfilmauswahl des Tribeca Film Festivals zu sehen. Im Mai 2022 feierte der Kurzfilm seine deutsche Premiere auf dem XPOSED Queer Film Festival Berlin. Sie unterrichtet als Dozentin an der Universität der Künste Berlin. Nachdem sie von vier deutschen Filmschulen abgelehnt worden war, erhielt sie eine Zusage vom American Film Institute Conservatory in Los Angeles und eine Zusage für den Masterprogramm an der NYU Tisch School of the Arts. Sie studiert dort seit Herbst 2022 das Fach Regie.

## Preise und Auszeichnungen
- 2022: Nominierung für den Deutschen Kurzfilmpreis in der Kategorie Spielfilm für Hundefreund[7]
- 2022: Erster Preis Deutscher Wettbewerb des Filmfestivals Interfilm für Hundefreund[8]

## Filmografie (Auswahl)
- 2013: Unsichtbar
- 2015: Unsync
- 2020: Seduction of Europe
- 2022: Hundefreund
- 2022: Lamia – Ramadan in a Day
- 2023: Wir (ZDFneo-Fernsehserie, Staffel 4, Folgen 9–12)